# Venice Challenger 1990
Il Venice Challenger 1990 è stato un torneo di tennis facente parte della categoria ATP Challenger Series nell'ambito dell'ATP Challenger Series 1990. Il torneo si è giocato a Venezia in Italia dal 3 al 9 settembre 1990 su campi in terra rossa.

## Vincitori

### Singolare
Bruno Orešar ha battuto in finale  Andrej Ol'chovskij con il punteggio di 6–3, 6–3

### Doppio
Cristian Brandi /  Federico Mordegan hanno battuto in finale  Henrik Holm /  Nils Holm con il punteggio di 6–1, 6–4